# Regionalpolitik
Regionalpolitik är den politik som syftar till att skapa en ekonomisk och social balans mellan olika geografiska områden inom en stat. Traditionellt har regionalpolitiken, särskilt i de nordiska länderna, varit inriktad på att omfördela resurser mellan olika regioner och genom etableringar av industri skapa ekonomisk tillväxt i delar av landet som drabbats av utflyttning och arbetslöshet.

## Sverige
Majoriteten av småkommuner över hela Sverige har sedan mitten av 1900-talet drabbats av glesbygdsavfolkning. Ifrågasättande av nyttan med 1950- och 1960-talens så kallade flyttlasspolitik kan ha förorsakat en temporär nedgång i småkommunernas utflyttningstal under 1970- och 80-talen, vilket också sammanföll med en viss utflyttning från städer till landsbygd, kallad gröna vågen. Sedan 1970-talet finns högskola eller universitet i varje län.
På senare år[när?] har många statliga bidrag ersatts av det kommunala utjämningssystemet och EU:s strukturfonder. En rad statliga myndigheter och verk har utlokaliserats från storstäder till andra delar av landet, främst under 1960- och 70-talen, men även under 2010-talet. En omsvängning i regionalpolitiken har skett mot att fokus idag ligger mer på att möjliggöra regionala initiativ och samla olika aktörer i regionerna för att skapa tillväxt.
Inom det svenska regeringskansliet handläggs regionfrågorna av regionministern vid Näringsdepartementet. De sorterade ursprungligen under Civildepartementet och tidvis under Arbetsmarknadsdepartementet. Tillväxtverket har uppdrag kring att analysera landets regionala tillväxt. Regeringen företräds i länen av länsstyrelser, vars ansvar innefattar regionens tillväxt. Vissa av länsstyrelsernas uppgifter har övertagits av regionerna.